# Rio Maule
O Rio Maule é um rio sul-americano que banha o Chile. Situa-se na Região do Maule, na zona central do país andino e tem um comprimento de 240 km.